# La Ferrière
La Ferrière je obec v okrese Bernský Jura v kantonu Bern ve Švýcarsku. Žije zde 534 obyvatel.

## Geografie

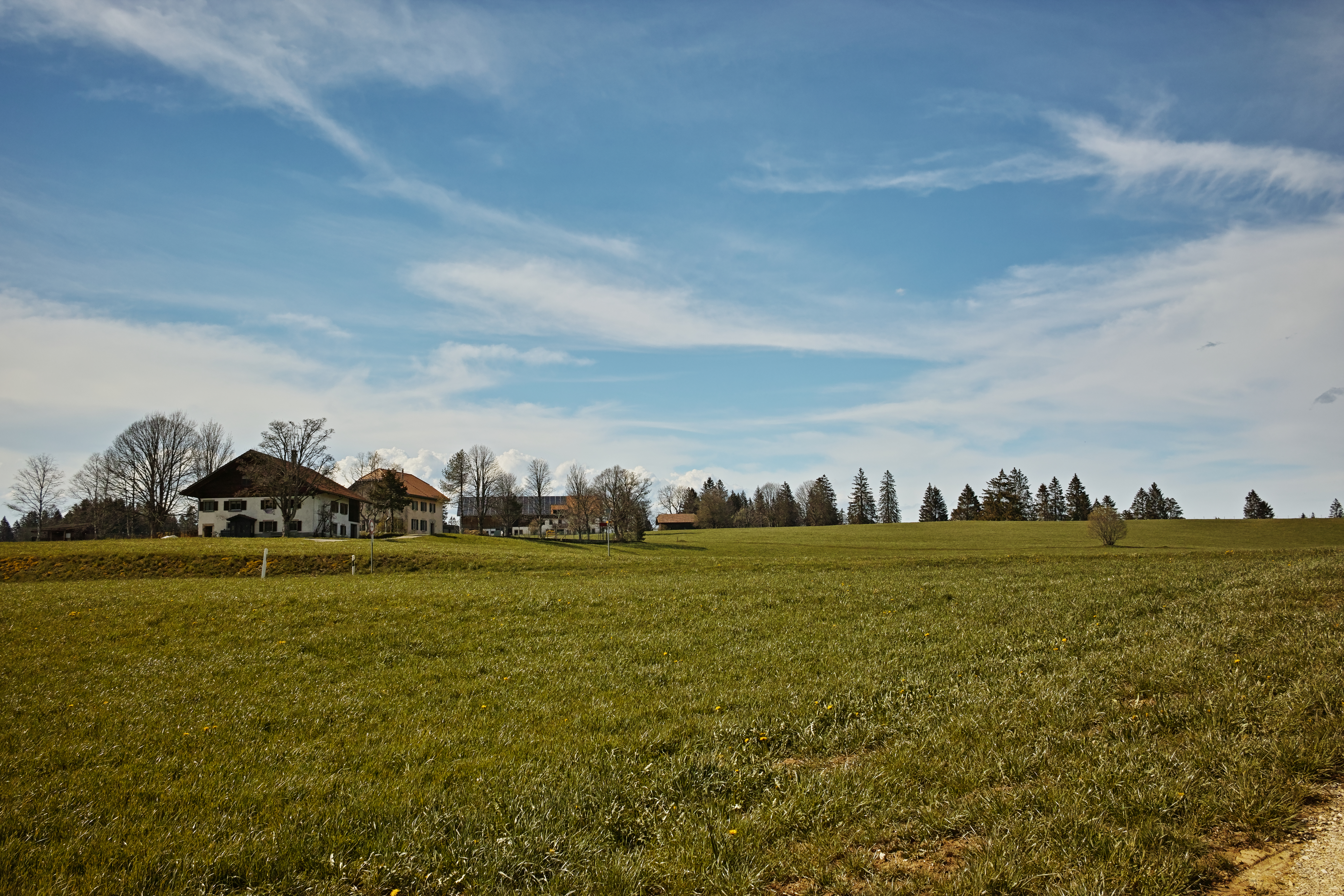
Samota La Chaux-d'Abel

La Ferrière leží v nadmořské výšce 1005 metrů, vzdušnou čarou 7 kilometrů východoseverovýchodně od La Chaux-de-Fonds. Vesnice se rozkládá na severním svahu v krajní jihozápadní části náhorní plošiny Jura v pohoří Franches-Montagnes, východně od údolí Combe de Valanvron.
Území obce o rozloze 14,2 km² tvoří část mírně zvlněné náhorní plošiny Jury, na níž se střídají bažinaté sníženiny, většinou bez povrchového odvodnění, s vápencovými vrcholky kopců. Na jihu zasahuje území do jurského masivu Montagne du Droit, na němž leží nejvyšší bod La Ferrière ve výšce 1150 m n. m. V horách se nachází několik horských masivů. Na tomto pásmu se nacházejí rozsáhlé jurské vysokohorské pastviny s typickými mohutnými smrky, které stojí buď jednotlivě, nebo ve skupinách. Západní část obce tvoří údolí Combe de Valanvron, zaříznuté hluboko do náhorní plošiny Jury a odvodňované potokem Ronde. V úzkém zákoutí se La Ferrière rozprostírá na severozápadě téměř k břehům řeky Doubs u hraničního přechodu Biaufond. V roce 1997 zaujímala 4 % rozlohy obce zastavěná plocha, 34 % lesy a háje, 61 % zemědělské plochy a méně než 1 % neproduktivní půda.
K obci La Ferrière patří rozptýlená osada La Cibourg a vesnice La Basse Ferrière (982 m n. m.) severně od obce, jakož i četné jednotlivé farmy roztroušené po jurských výšinách. Sousedními obcemi La Ferrière jsou Renan a Sonvilier v kantonu Bern, Les Bois v kantonu Jura a La Chaux-de-Fonds v kantonu Neuchâtel.
Bezprostřední blízkost nejzápadnějšího bodu La Ferrière k Francii vede na velkých mapách celého Švýcarska často k domněnce, že kanton Bern hraničí s Francií, a je tedy pohraničním kantonem. Podrobné mapy obcí však ukazují, že mezi francouzským územím a katastrem La Ferrière je vzdálenost několik set metrů a že kantony Neuchâtel a Jura tedy v tomto místě hraničí.

## Historie

Letecký pohled (1955)

Osada byla založena teprve v roce 1590 obyvateli z údolí Val de Ruz a dlouho se nazývala Les Hautes Montagnes d'Erguel. Vesnice patřila k panství Erguel pod basilejské knížecí biskupství. Během třicetileté války byla obsazena švédskými vojsky a v roce 1639 vypálena. V roce 1767 dostala obec od basilejského knížete-biskupa v léno hrad Erguel a pozemky k němu náležející. V roce 1828 je obec La Ferrière prodala obci Sonvilier.
V letech 1797–1815 patřila obec Francii a teprve tehdy přijala název La Ferrière. Původně byla součástí départementu Mont-Terrible, který byl v roce 1800 připojen k départementu Haut-Rhin. Na základě rozhodnutí Vídeňského kongresu byla La Ferrière v roce 1815 připojena ke kantonu Bern, do nově vytvořeného okresu Courtelary.

## Obyvatelstvo

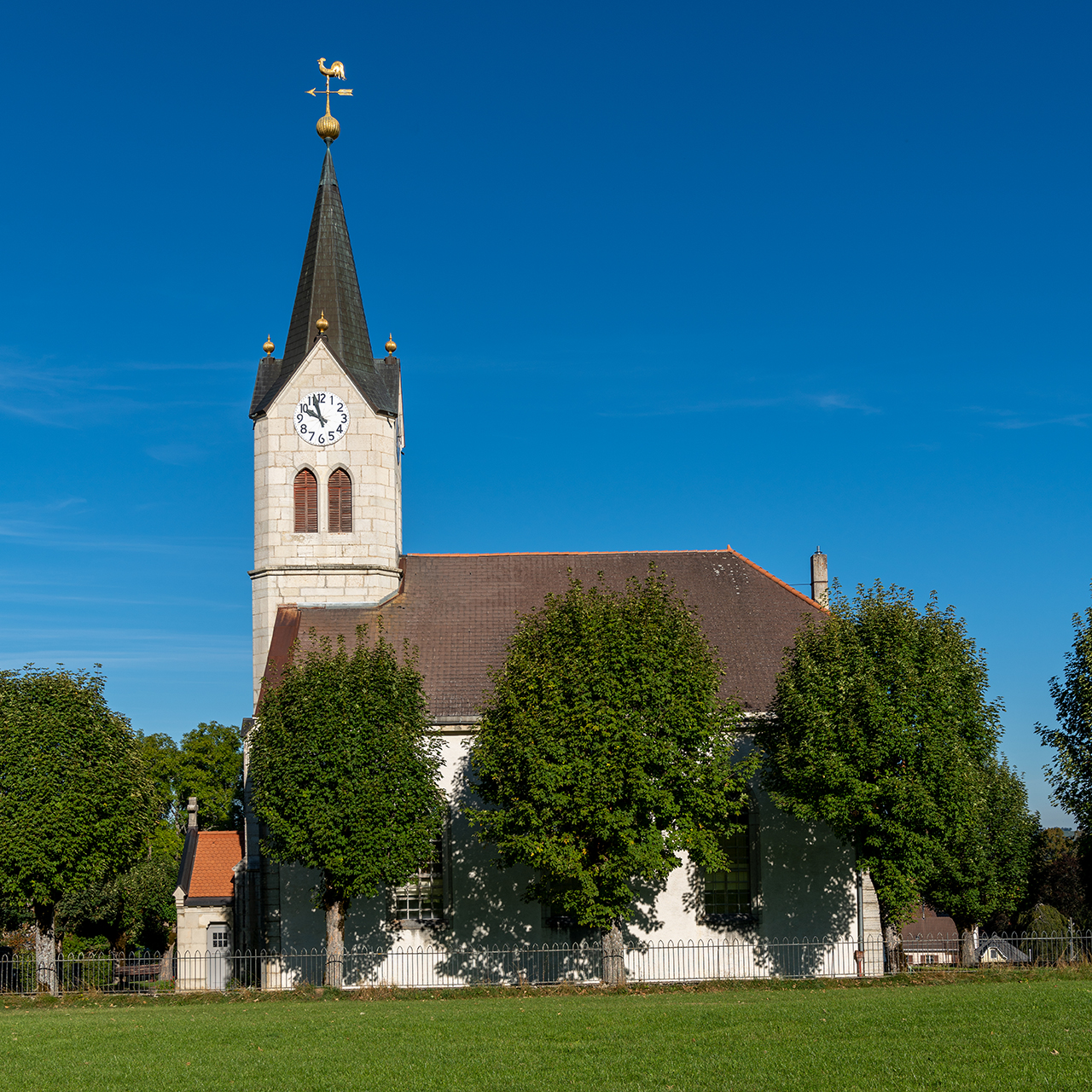
Reformovaný kostel

K 31. prosinci 2021 v obci žilo 538 obyvatel. Z celkového počtu obyvatel je 81,8 % francouzsky mluvících, 16,6 % německy mluvících a 1,0 % italsky mluvících (k roku 2000). V roce 1850 měla obec La Ferrière 796 obyvatel, v roce 1870 1040 obyvatel. Poté se snížil o 50 % na 525 obyvatel v roce 1930. Od té doby byly zaznamenány pouze mírné výkyvy.
| Vývoj počtu obyvatel | Vývoj počtu obyvatel | Vývoj počtu obyvatel | Vývoj počtu obyvatel | Vývoj počtu obyvatel | Vývoj počtu obyvatel | Vývoj počtu obyvatel | Vývoj počtu obyvatel | Vývoj počtu obyvatel |
| -------------------- | -------------------- | -------------------- | -------------------- | -------------------- | -------------------- | -------------------- | -------------------- | -------------------- |
| Rok                  | 1813                 | 1850                 | 1870                 | 1900                 | 1930                 | 1950                 | 2000                 |                      |
| Počet obyvatel       | 654                  | 796                  | 1040                 | 723                  | 525                  | 554                  | 513                  |                      |

## Hospodářství
Až do poloviny 19. století byla La Ferrière zemědělskou obcí. Poté zde byl zaveden hodinářský průmysl, který pomohl obci k hospodářskému rozmachu. S krizí hodinářství po roce 1930 zaměstnanost v tomto odvětví znatelně poklesla. Dnes poskytuje zaměstnání několik menších podniků a místních živností. Významnou roli hraje opět také zemědělství s chovem dobytka a mlékárenstvím, v zemědělství je zaměstnáno asi 40 % pracovní síly.

## Doprava

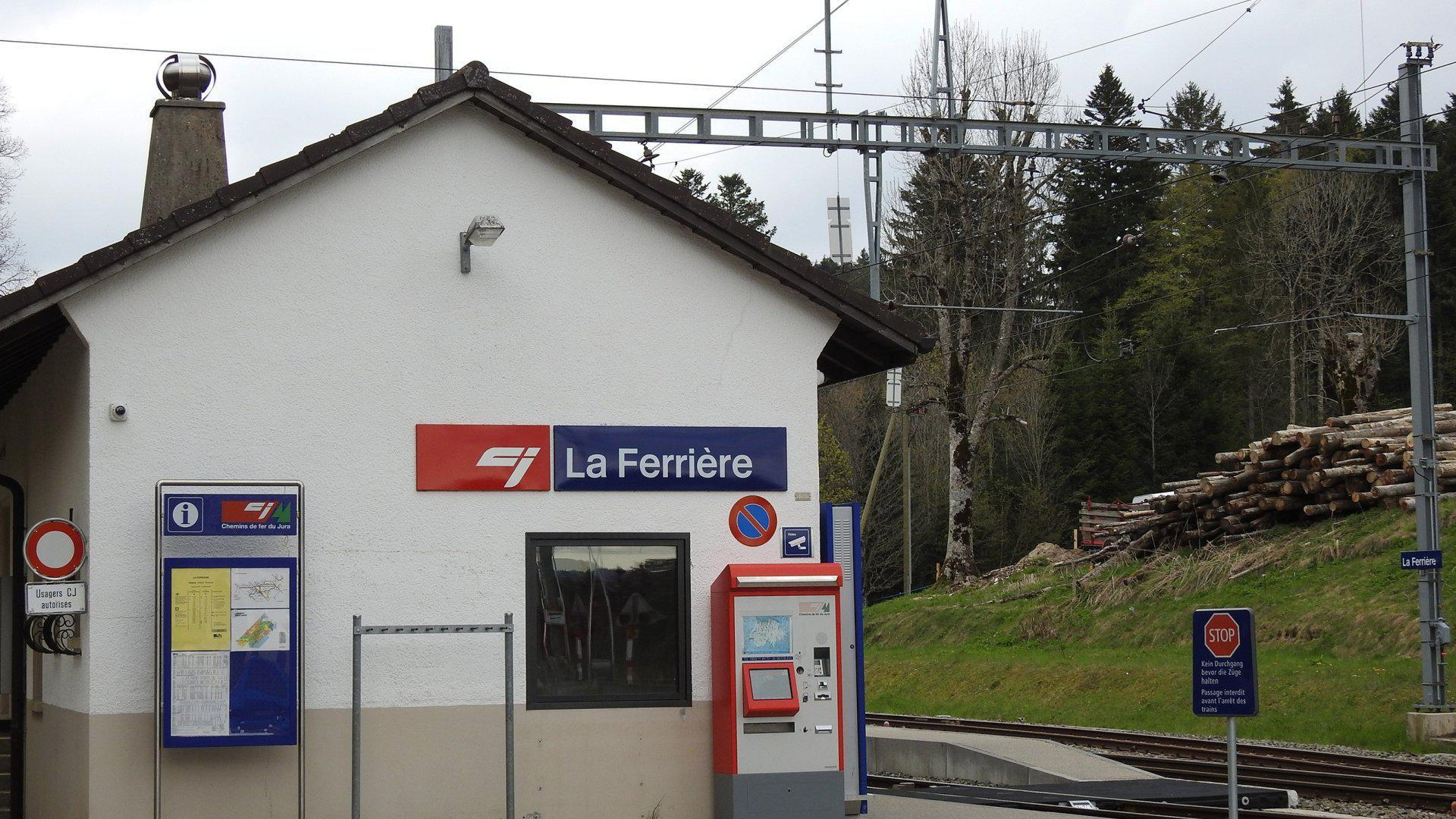
Železniční stanice La Ferrière

Obec leží na hlavní silnici č. 18 z Delémontu do La Chaux-de-Fonds. V La Cibourg, jižně od obce, se napojuje na přímé dopravní spojení z La Chaux-de-Fonds do Vallon de Saint-Imier (hlavní silnice 30). Dne 7. prosince 1892 byla otevřena železniční trať Saignelégier – La Chaux-de-Fonds, předchůdce Chemins de fer du Jura, se stanicí v La Ferrière.